# Mészöly Katalin
Mészöly Katalin (Budapest, 1944. február 16. –) Liszt Ferenc-díjas magyar opera-énekesnő, érdemes és kiváló művész, a Halhatatlanok Társulatának örökös tagja. Férje Horváth Bálint operaénekes.

## Élete
Szülei Pergely Ferenc és Balázs Julianna.
Énekesi tanulmányait magánúton kezdte dr. Sipos Jenő irányításával, majd Salzburgban, a Mozarteumban folytatta. Az Operaház énekkarában kezdte pályafutását. Első fellépése 1967-ben volt Mascagni Parasztbecsület című operájában Lola szerepében. 1968 és 1976 között a Pécsi Nemzeti Színházban, 1976-tól 1977-ig a debreceni Csokonai Színházban, azóta az Operaházban magánénekes drámai alt-mezzo szerepkörben. Európában számos opera színpadán szerepelt vendégművészként.

## Színházi szerepei
- Carmen (Bizet: Carmen)
- Gertrudis (Erkel: Bánk bán)
- Ulrica (Verdi: Az álarcosbál)
- Eboli (Verdi: Don Carlos)
- Erda (Wagner: A Rajna kincse)
- Bouillon hercegné (Cilèa: Adriana Lecouvreur)
- Azucena (Verdi: A trubadúr)
- Amneris (Verdi: Aida)
- Judit (A kékszakállú herceg vára)
- Háziasszony (Székely fonó)
- Örzse (Háry János)
- Toscanai nő (Farkas: Egy úr Velencéből)
- Boszorkány (Humperdinck: Jancsi és Juliska)
- Jósnő (Dózsa György)
- Lucia (Parasztbecsület)
- Hercegnő (Angelica nővér)
- Zita anyó (Gianni Schicchi)

## Díjai
- Liszt Ferenc-díj (1975)
- Melis György-díj (1988)
- Érdemes művész (1989)
- Bartók–Pásztory-díj (1992)
- Erzsébet-díj (1993)
- Örökös tag a Halhatatlanok Társulatában (2009)
- Kiváló művész (2024)[2]